# Nadejdino
Nadejdino (Надеждино) est un ancien domaine nobiliaire en Russie avec les ruines d'un château construit pour le prince Alexandre Kourakine (1752-1818), favori de Paul Ier et haut diplomate de l'époque napoléonienne. Il se trouve dans l'oblast de Penza, au bord de la rivière Serdoba et aux abords du village de Kourakino (du nom de la famille princière Kouraline), dépendant du raïon de Serdobsk. Le château, avant qu'il ne soit aujourd'hui complètement tombé en ruines, était en son temps un exemple du style palladien de Russie. 

## Propriété du prince Alexandre Kourakine

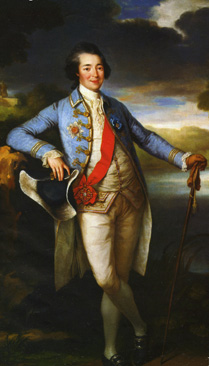
Portrait du fondateur du château par Richard Brompton (1781).

Pierre le Grand fait don de ces terres (dix-sept mille déciatines) en 1700 au prince Boris Ivanovitch Kourakine (1676-1727, futur ambassadeur à la cour du Régent) et qui n'y mit jamais les pieds, se contentant d'en recevoir les revenus. Elles se trouvent entre la rivière Serdoba et la rivière Khopior avec au milieu le village de Borissoglebskoïe (ce qui signifie Saint-Boris-et-Saint-Gleb) qui est bientôt renommé en Kourakino, du nom du prince. Elles dépendent du gouvernement de Saratov.
Le prince Alexandre Kourakine y est envoyé en 1782 en relégation par Catherine la Grande pour avoir répandu dans l'élite russe les idées des loges maçonniques suédoises. De plus, le jeune prince était un favori de l'héritier du trône, le futur Paul Ier, qui détestait sa mère l'impératrice et ne rêvait que d'un ordre à la prussienne. L'historien et mémoiriste Philipp Wiegel remarque que le prince, surnommé le prince Diamant, réunit aussitôt dans son château des dizaines de nobles désargentés qui pour des gages importants entrèrent à son service en tant qu'administrateur, écuyer, maître de cérémonie, secrétaire, ou même médecin, bibliothécaire, maître de chapelle, etc. Ainsi se formait une véritable cour dans la « solitude » du jeune prince. Le prince va demeurer quatorze ans en exil dans cette province lointaine.
Alexandre Borissovitch se préoccupe avec grand intérêt de la reconstruction de son château (qu'il renomme Nadejdino au lieu de Borissoglebskoïe) dont il voulait que le nom (qui dérive du mot Espérance) fût réconfortant. En 1792, l'architecte Teleguine ajoute un portique à colonnade ionique donnant du côté de la rivière. Dans la correspondance du prince, il est mentionné qu'il avait personnellement veillé à l'agencement de l'intérieur et esquissé trois façades de son château. Cependant le nom de l'architecte du château ne nous est pas parvenu.

Le château est terminé en 1795. Il comporte alors plus de quatre-vingts pièces ornées de tableaux et d'œuvres d'art des plus raffinées originaires de Paris et d'Europe occidentale. Ce prince épicurien ne se refusait aucun plaisir de l'âme dans les profondeurs de cette province, mais également ne se privait pas de conquérir de belles paysannes dont il eut plusieurs bâtards. Cela lui valut le surnom de « prince-paon » auprès des habitants de la région. Sa demeure rivalisait en magnificence avec Zoubrilovka, palais des princes Galitzine, non loin de là. 

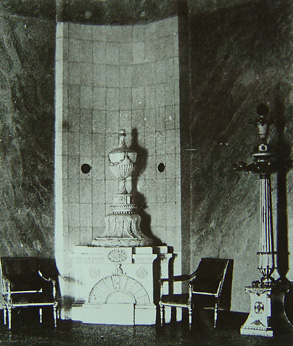
Détail de l'intérieur.

Le parc à l'anglaise comportait des petites allées aux noms évoquant les beautés féminines de la cour: allée Nelidova, allée Branitskaïa, allée de Sophie, allée de Katia, etc. Sept grandes allées conduisaient à une place ronde, à 250 mètres du château: l'allée des Pensées joyeuses, l'allée de Marie-Antoinette (à qui il avait été présenté personnellement; il fait élever un petit pavillon dans le parc avec le buste en marbre de la « reine-martyre »), l'allée de la Bonne ombre, l'allée de Gatchina, l'allée d'Alexis, l'allée du tsarévitch et l'allée principale.
Le parc était parsemé de petits pavillons et fabriques ainsi que d'une gloriette du nom de « temple de l'Amitié et de la Gloire », typique de cette époque empreinte de sentimentalisme, d'une galerie appelée « Réceptacle des sentiments éternels », d'un « temple de la Vérité » et de pavillons dédiés à la Patience, à la Fidélité ou à la Constance des sentiments. Le parc a été reproduit en gravure à Vienne en 1800, exemple parfait du parc romantique.

Nadejdino à l'époque du prince Diamant
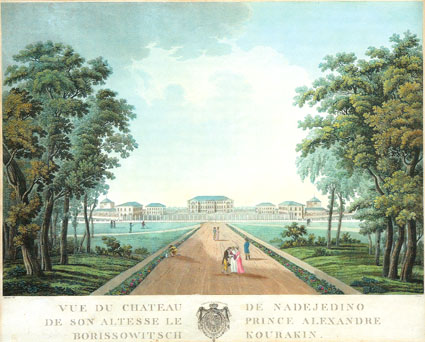
Façade donnant sur le parc et allée centrale, gravure de Joseph Mössmer, Vienne (1800)
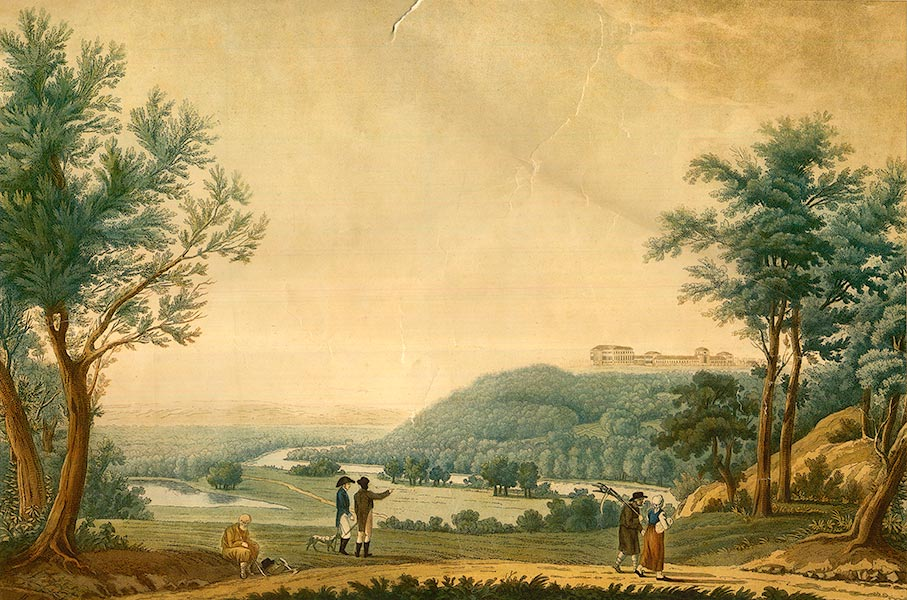
Vue de Nadejdino (1830)
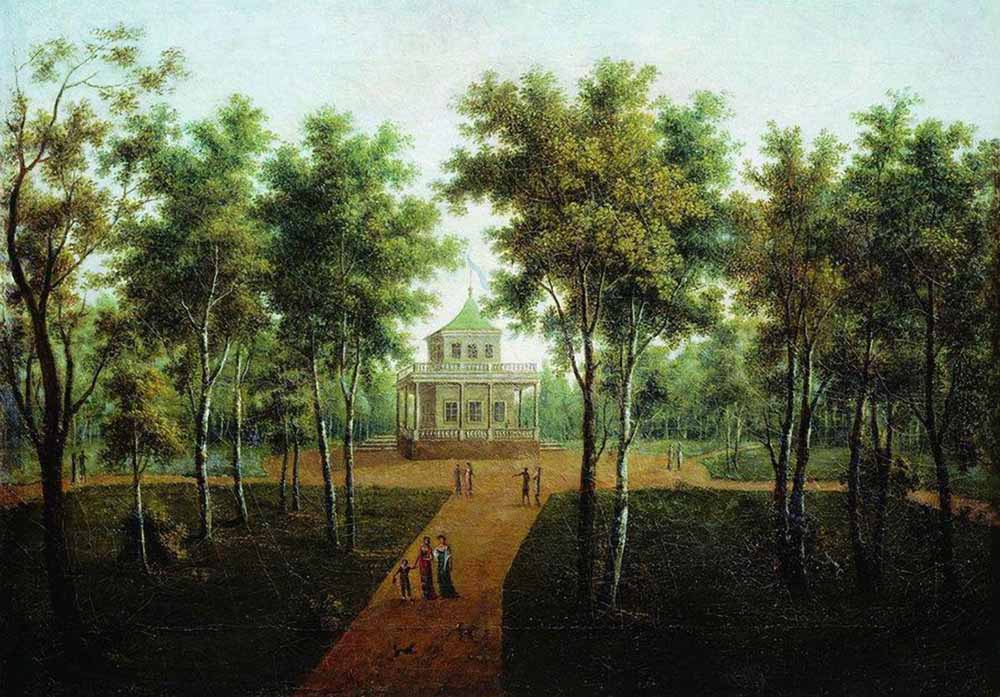
Temple de Lada (vers 1800), tableau de Pritchenikov (1767-1809)
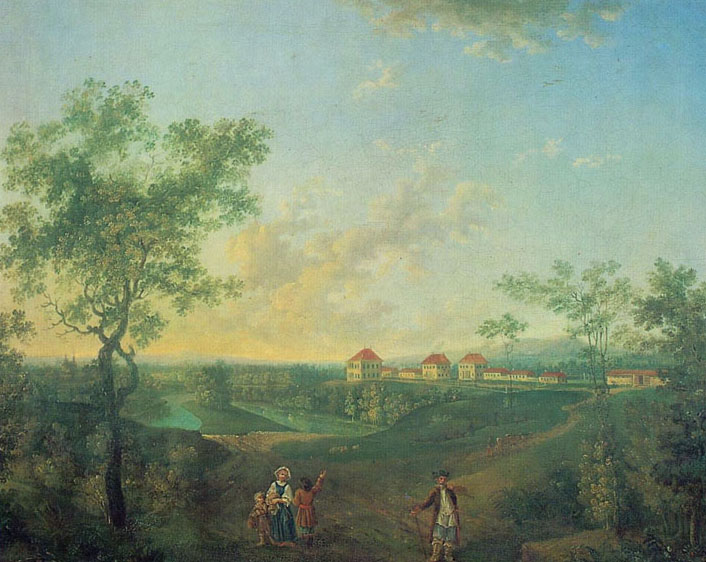
Vue de Nadejdino (1794), tableau de Filimonov (1771-1794)
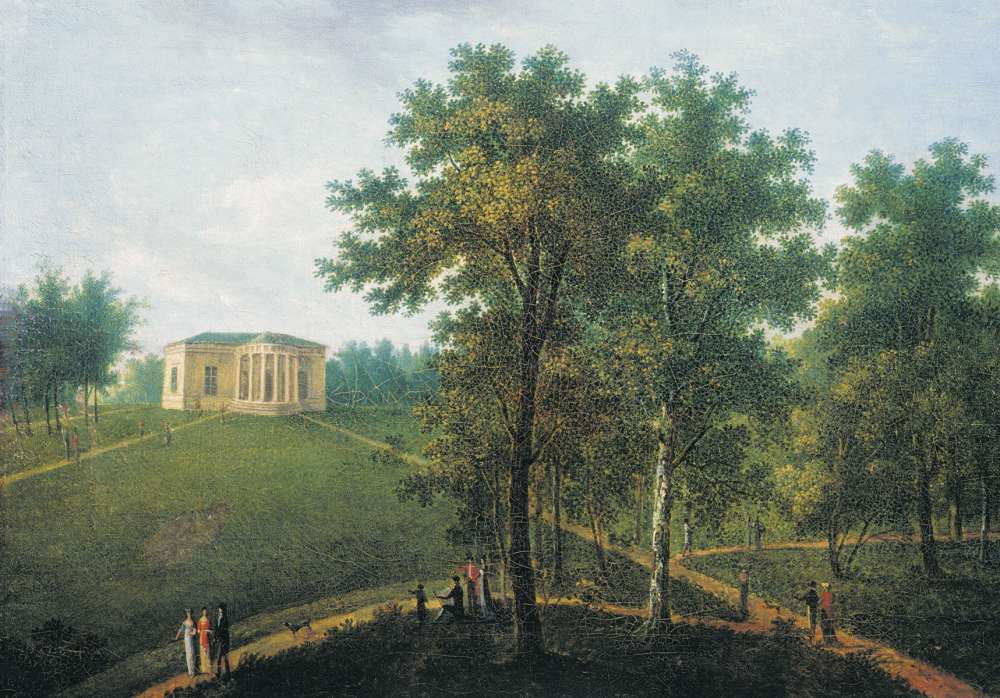
Vue du temple de la Vérité (vers 1800), tableau de Pritchenikov (1767-1809)

Après la mort de Catherine la Grande, le prince peut à nouveau recevoir la permission de retourner à Saint-Pétersbourg, mais il est bientôt nommé ministre plénipotentiaire à l'étranger. Il envoie ses artisans de Nadejdino dans la propriété de son père, Stepanovskoïe-Volossovo, qui revint en héritage à son frère puîné, le prince Alexis Kourakine et qui continua d'embellir la demeure.
À partir de 1882, le prince Fiodor Alexeïevitch Kourakine (1842-1914) y demeure et remet de l'ordre dans les archives familiales qui s'y trouvent et avec l'aide de l'historien Mikhaïl Semevski en fait publier une grande partie en plusieurs tomes.
Cependant n'ayant pas d'héritier direct, le prince vend la propriété en 1910 qui est achetée par le négociant Asseïev.
Le château est incendié en 1920, comme tant d'autres en Russie à cette époque de l'après Révolution de 1917 et de la guerre civile russe. Les pavillons du parc sont démolis et du château lui-même il ne reste que quelques pans de murs et des colonnes en ruines. Il ne subsiste que le portail d'honneur et l'église Saint-Boris-et-Saint-Gleb construite en 1792. Les pans de murs de l'ancien château ont été vendus aux enchères à l'été 2014.

## Source
- (ru) Cet article est partiellement ou en totalité issu de l’article de Wikipédia en russe intitulé « Надеждино (усадьба) » (voir la liste des auteurs).